# Wishek
La ville de Wishek (en anglais [ˈwɪʃɪk]) est située dans le comté de McIntosh, dans l’État du Dakota du Nord, aux États-Unis. Sa population s’élevait à 1 002 habitants lors du recensement de 2010, estimée à 929 habitants en 2018.

## Démographie
| 1910 | 1920  | 1930  | 1940  | 1950  | 1960  |
| ---- | ----- | ----- | ----- | ----- | ----- |
| 432  | 1 003 | 1 146 | 1 112 | 1 241 | 1 290 |

| 1970  | 1980  | 1990  | 2000  | 2010  | - |
| ----- | ----- | ----- | ----- | ----- | - |
| 1 275 | 1 345 | 1 171 | 1 122 | 1 002 | - |